# Пленк, Йозеф Якоб
Йозеф Якоб Пленк (нем. Joseph Jakob Plenck; в ЭСБЕ ошибочно Иоганн Яков; 28 ноября 1735, Вена — 24 августа 1807, там же) — австрийский учёный-медик, преподаватель, медицинский писатель.

## Биография
Йозеф Якоб Пленк родился в семье венского переплётчика. Окончив гимназию в Вене, получил некоторое медицинское образование в Венском университете, во время Семилетней войны служил военным врачом, несмотря на незавершённое образование и отсутствие у него полноценной врачебной подготовки. 
Получив степень доктора медицины, в 1770 году некоторое время преподавал анатомию, хирургию и акушерство в университете Базеля, в том же году был назначен императрицей Марией Терезией профессором хирургии и акушерства в университете Трнавы, оттуда перешёл в Пештский университет, в 1785 году стал профессором химии и ботаники в Военно-медицинской академии в Вене (Josephinum). Затем стал секретарём этой академии, королевским советником, фельдаптекарем и фельдхирургом. Считается одним из основателей современной дерматологии и одним из самых важных научных медицинских писателей своего времени.
Написал ряд работ почти по всем отделам медицины, в основном на латыни и по большей части представляющих собой компиляции, но получивших высокую оценку благодаря точности изложения: «Selectus materiae chirurgicae» (1775), «Primae lineae anatomes» (1775), «Doctrina de morbis cutaneis» (1776), «Compendium institutionum chirurgicarum» (1776), «Doctrina de morbis oculorum» (1777), «De morbis dentium et gingivarum» (1778), «Elementa medicinae et chirurgicae forensis» (1781), «Elementa artis obstetriciae» (1787), «Pharmacologia chirurgica» (1781), «Toxicologia» (1785), «Icones plantarum medicinalium secundum Systema Linnaei digestarum, cum enumeratione virium et usus medici, chirurgici atque diaetetici» (1788—1804, 7 томов; главное его сочинение с 758 цветными гравюрами на меди; сочинение содержит описание фактически всех известных к тому времени травянистых растений, применявшихся в медицинских целях; текст изложен на латинском и немецком языках; после его смерти в 1812 году Йозефом Керндлом был издан 8-й том этой работы), «Physiologia et pathologia plantarum» (1794), «Hygrologia corporis humani» (1794), «Elementa terminologlae botanicae ac systematis sexualis plantarum» (1797), «Elementa chemiae» (1800), «Pharmacologia medico—chirurgica spedalis» (1804), «De cognoscendis et curandis morbis sexus feminci» (1800), «De morbis infantum» (1807).